# Yuki Okada (fotbollsspelare född 1983)
Yuki Okada (岡田 佑樹 Okada Yuki?), född 4 oktober 1983 i Shizuoka prefektur, är en japansk före detta fotbollsspelare.
Okada började sin karriär 2002 i Chuo Bohan. 2003 flyttade han till Consadole Sapporo. Efter Consadole Sapporo spelade han för Tochigi SC, Mito HollyHock och Fujieda MYFC. Han avslutade karriären 2013.